# Lake Coeur d'Alene

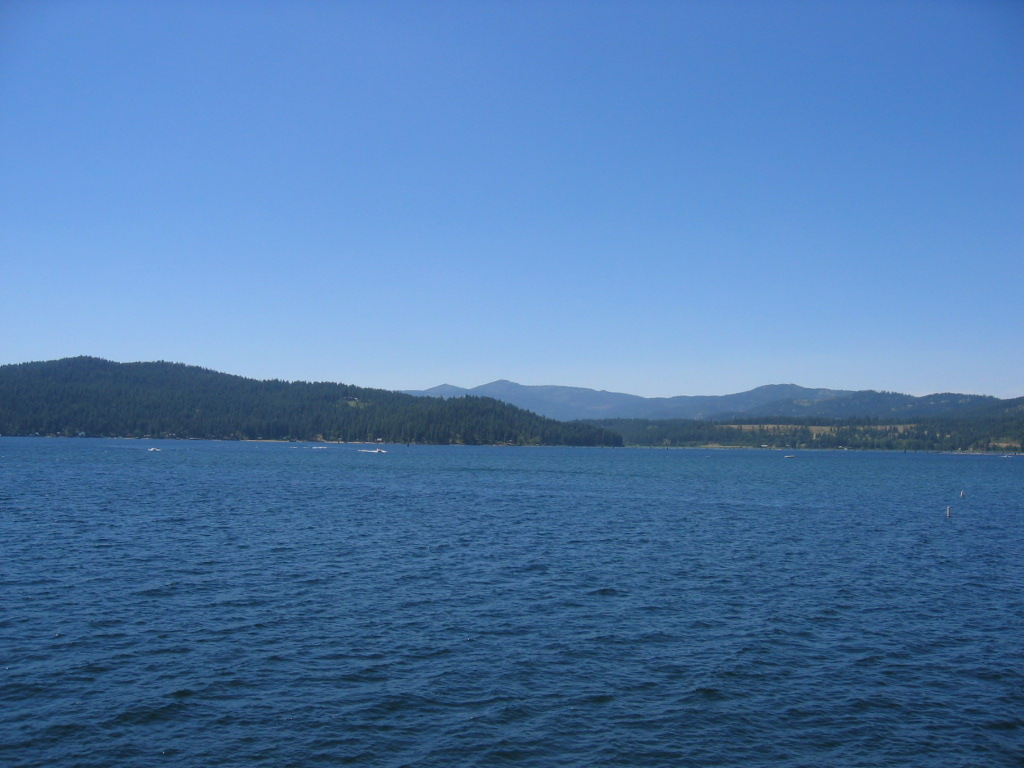
Het meer.

Lake Coeur d'Alene (Nederlands: Coeur d'Alene-meer is een meer in de Idaho Panhandle, in de Amerikaanse staat Idaho. Het meer is 40 km lang, 1,6 tot 4,8 km breed en heeft een oeverlijn van 175 km die wel gebruikt wordt voor recreatieve doeleinden. De rivier wordt door twee belangrijke instromen gevoed, de Coeur d'Alene en de Saint Joe River. De uitstroom gaat via de Spokane. Het meer bevindt zich op een hoogte van 648 m boven zeeniveau.
De Coeur d'Alene-indianenstam heeft het zuidelijke deel van het meer in haar bezit.

## Geschiedenis
Hoewel glaciaal gevormd wordt het waterniveau van het meer 's zomers 7 voet verhoogd door een dam in de Spokane. Het meer werd vooral gebruikt om timmerhout te vervoeren in Kootenai County sinds de industrie zich in de regio vestigde. Voor een brand in 1917 in Harrison was dit de hoofdstad van Kootenai County, aangezien de stad een gunstige ligging had aan het kruispunt bij de twee rivieren. Na de brand werden de meeste bedrijven overgeplaatst naar de stad Coeur d'Alene, die toen de nieuwe countyhoofdstad werd, en het nu ook nog steeds is.

## Recreatie
Het meer is 's zomers een belangrijke toeristische attractie door het aanbod van stranden en uitkijkpunten. Een seizoenshobby van een groot aantal inwoners rond het meer is het kijken naar de zeearenden die zich voeden met de rode zalm die zich in het meer bevindt, meestal in de Wolf Lodge Bay. De North Idaho Centennial Trail, populair bij fietsers, joggers en wandelaars, volgt de noordelijke en noordoostelijke oevers van het meer. De 117,5 km lange The Trail of the Coeur d'Alene loopt om het gehele meer heen.

## Meerbodem
Op de bodem zijn meerdere Ford Model T's te vinden, mede doordat mensen in de vroege 20e eeuw in de winter graag over het meer reden om tijd uit te sparen door niet om het meer heen te hoeven rijden. Verder zijn er enkele stoomboten op de bodem te vinden die, nadat ze niet meer als veerpont werden gebruikt, werden verbrand. Deze wrakken worden vaak bezocht door duikers.

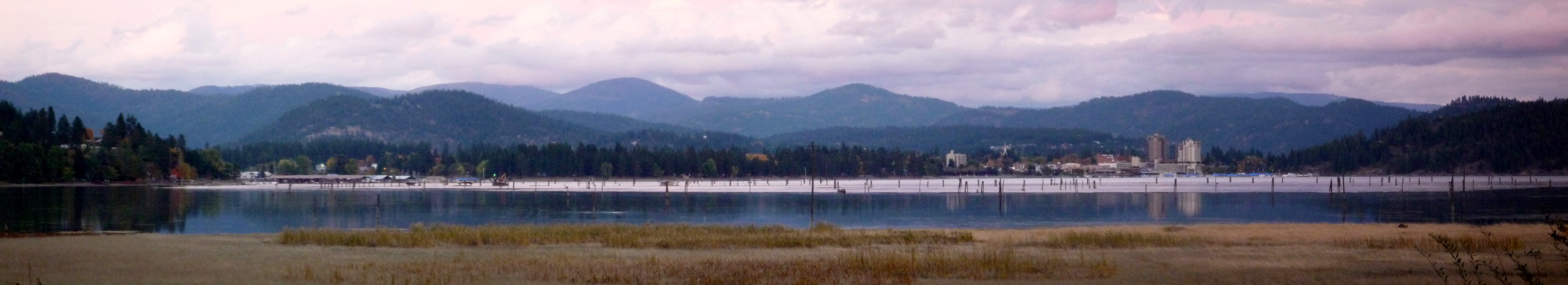
Panorama van Lake Coeur d'Alene.